# Itálie na Zimních olympijských hrách 1964
Itálii na Zimních olympijských hrách 1964 reprezentovalo 61 sportovců, z toho 53 mužů a 8 žen ve 9 sportech.

## Medailisté
| Medaile | Jméno                                                      | Sport | Disciplína   |
| ------- | ---------------------------------------------------------- | ----- | ------------ |
| Stříbro | Sergio Zardini Romano Bonagura                             | Boby  | Muži dvojbob |
| Bronz   | Eugenio Monti Sergio Siorpaes                              | Boby  | Muži dvojbob |
| Bronz   | Eugenio Monti Sergio Siorpaes Benito Rigoni Gildo Siorpaes | Boby  | Muži čtyřbob |
| Bronz   | Walter Außendorfer Sigisfredo Mair                         | Saně  | Muži dvojice |